# Кружляк, Иван
Иван Кружляк (словац. Ivan Kružliak; род. 24 марта 1984) — футбольный судья из Словакии.

## Карьера
С 2010 года обслуживает матчи Высшей лиги Словакии. На международной арене дебютировал в сезоне Лиги Европы УЕФА 2012/2013. На уровне сборных — 15 августа 2012 года (Венгрия — Израиль — 1:1). 6 сентября 2013 года обслуживал матч  на стадионе «Уэмбли», в котором Англия принимала молдаван — 4:0.
Судил игры чемпионатов Европы среди команд разных возрастов (U17, U19, U21), в их числе  и финальные матчи.
В апреле 2024 года был отобран одним из главных арбитров в числе 19 судейских бригад для обслуживания матчей Чемпионата Европы по футболу, который проходит в июне-июле 2024 года на футбольных полях Германии.

### Чемпионат Европы 2024
| Стадия         | Дата         | Город  | Стадион              | Команда 1  | Результат | Команда 2 | Предупреждён | Red card | Пенальти |
| -------------- | ------------ | ------ | -------------------- | ---------- | --------- | --------- | ------------ | -------- | -------- |
| Групповой этап | 19 июня 2024 | Кёльн  | Рейн Энерги          | Шотландия  | 1:1 (1:1) | Швейцария | 3 - 2        | 0 - 0    | 0 - 0    |
| Групповой этап | 25 июня 2024 | Берлин | Олимпийский стадион, | Нидерланды | 2:3 (0:1) | Австрия   | 0 - 3        | 0 - 0    | 0 - 0    |